# Les Cent Fusils
Pour plus de détails, voir Fiche technique et Distribution.
Les Cent Fusils (100 Rifles) est un western américain réalisé par Tom Gries en 1969.

## Résumé
Au Mexique, dans l'état de Sonora les indiens Yaquis sont opprimés par les colons d'origine espagnole. Joe Herrera, un aventurier, a été chargé de leur procurer des armes à feu. Pour ce faire, il a dévalisé une banque aux États-Unis. Il est poursuivi pour ce forfait par le policier noir Lyedecker qui veut le ramener afin qu'il soit jugé. Pris dans la tourmente de la guerre civile entre les Yaquis et l’armée mexicaine, Lyedecker, écœuré par les exactions commises par le général Verdugo et… un peu amoureux de la belle Sarita (Raquel Welch) n'aura d'autre choix que de se rallier aux Yaquis.

## Fiche technique
- Titre original : 100 Rifles
- Titre français : Les Cent Fusils
- Réalisation : Tom Gries et Chuck Roberson (seconde équipe)
- Scénario : Tom Gries, Clair Huffaker, d'après le roman The Californio de Robert MacLeod
- Direction artistique : Carl Anderson
- Costumes : Oscar Rodriguez
- Photographie : Cecilio Paniagua (es)
- Son : Roy Charman, David Dockendorf
- Montage : Robert L. Simpson
- Musique : Jerry Goldsmith
- Production : Marvin Schwartz
- Société de production : Marvin Schwartz Productions
- Société de distribution : 20th Century Fox
- Format : Couleur - 35 mm - 1,85:1 - Son mono (Westrex Recording System)
- Langue : anglais, espagnol, yaqui
- Durée : 110 min
- Dates de sortie : 
  - États-Unis : 26 mars 1969
  - France : 14 mai 1969[1]
- Classification : États-Unis : PG (à l'origine R)
- Affiche : Enzo Nistri (Italie)

## Distribution
- Jim Brown (VF : Georges Aminel) : Sam Lyedecker
- Raquel Welch (VF : Nelly Benedetti) : Sarita
- Burt Reynolds (VF : Marc de Georgi) : Yaqui Joe Herrera
- Fernando Lamas (VF : Jean Topart) : General Verdugo
- Dan O'Herlihy (VF : Philippe Dumat) : Steven Grimes
- Eric Braeden (VF : Jean-François Calvé) : Lieutenant Franz Von Klemme (sous son vrai nom : Hans Gudegast)
- Michael Forest : Humara
- Aldo Sambrell : Sergent Paletes
- Soledad Miranda (VF : Ginette Pigeon) : fille à l'hôtel
- Alberto Dalbes : Padre Francisco

## Autour du film
- Le film est resté célèbre en montrant pour la première fois à l'écran, une scène d'amour entre un homme de couleur (Jim Brown) et une femme blanche (Raquel Welch).